# Ketupa
Ketupa je rod sov v rámci čeledi puštíkovití (Strigidae). Tento rod původně zahrnoval pouze tři druhy, které se v češtině nazývají ketupy: ketupa malajská, rybí a žlutonohá. Všechny tyto druhy se živí rybami, pročež byl rod neformálně označován za „rybí sovy“ (angl. fish owl). Jako ketupy se v češtině označují i zástupci jiného rodu rybích sov, Scotopelia.
Rod Ketupa vytyčil francouzský přírodovědec René Lesson v roce 1830 pro rybí sovy z Jávy a Indie. Typovým druhem rodu je na základě tautonyma ketupa malajská (Ketupa ketupu). Název rodu Ketupa pochází z malajského Ketupok, což je malajské jméno pro ketupu malajskou.
Molekulárně fylogenetická studie puštíkovitých (Strigidae) z roku 2020 a další studie z roku 2021 zjistily, že rody Ketupa a Scotopelia byly vnořeny do rodu Bubo, což činilo rod Bubo parafyletickým. Ve snaze vytvořit monofyletické rody bylo devět druhů přesunuto z Bubo do Ketupa. Čtyři z těchto druhů (shelleyi, coromandus, leucosticta a philippinensis) nebyly zahrnuty do genetických studií, ale předpokládalo se, že patří do rodu Ketupa na základě jejich morfologické podobnosti s druhy, které byly v těchto studiích zahrnuty. Jiný rod rybích sov Scotopelia byl ponechán jako samostatný rod, přestože genetické výsledky naznačovaly, že Scotopelia může být vnořen do rodu Ketupa.
K roku 2024 se do rodu Ketupa řadily následující druhy:
- Výr guinejský, Ketupa poensis – původně v rodu Bubo
- Výr běloperý, Ketupa leucosticta – původně v rodu Bubo
- Výr bělavý, Ketupa lactea – původně v rodu Bubo
- Výr Shelleyův, Ketupa shelleyi – původně v rodu Bubo
- Výr Blakistonův, Ketupa blakistoni – původně v rodu Bubo
- Ketupa rybí, Ketupa zeylonensis
- Ketupa žlutonohá, Ketupa flavipes
- Ketupa malajská, Ketupa ketupu
- Výr malajský, Ketupa sumatrana – původně v rodu Bubo
- Výr nepálský, Ketupa nipalensis – původně v rodu Bubo
- Výr koromandelský, Ketupa coromanda – původně v rodu Bubo
- Výr filipínský, Ketupa philippensis – původně v rodu Bubo